# Coendou vestitus
Coendou vestitus és una espècie de mamífer rosegador de la família dels porcs espins del Nou Món. És endèmic de Colòmbia, on viu a altituds d'aproximadament 1.300 msnm. Es tracta d'un animal nocturn i arborícola. El seu hàbitat natural són els boscos humits de baix montà. És una espècie en risc mínim, és a dir, no sembla que hi hagi cap amenaça significativa per a la seva supervivència. Es desconeix si hi ha cap amenaça significativa per a la supervivència d'aquesta espècie, tot i que la destrucció d'hàbitat és molt estesa a la part de Colòmbia on viu.